# Cała naprzód: Dziewczęta do dzieła
Cała naprzód: Dziewczęta do dzieła (Carry on Girls) – brytyjska komedia filmowa z 1973 roku w reżyserii Geralda Thomasa, dwudziesty piąty film zrealizowany w cyklu Cała naprzód.

## Opis fabuły
Władze podupadającego kurortu gdzieś na angielskim wybrzeżu zastanawiają się, jak rozreklamować swoje miasteczko, aby odwiedzało je więcej turystów. Jeden z radnych wpada na pomysł, aby zorganizować konkurs piękności i zainteresować nim media. Pomysłowi temu stanowczo sprzeciwia się inna radna, przywódczyni miejscowych feministek. Wątpliwości mają również narzeczone zaangażowanych w przedsięwzięcie panów, obawiając się z ich strony niewierności, gdy będą przebywać wśród seksownych uczestniczek.

## Obsada
- Sid James jako radny Fiddler
- Kenneth Connor jako Lord Burmistrz
- June Whitfield jako radna Prodworthy
- Joan Sims jako Connie, właścicielka hotelu
- Bernard Bresslaw jako Peter, specjalista od reklamy
- Barbara Windsor jako Hope, Miss Easy Rider
- Patsy Rowlands jako Mildred, żona burmistrza
- Peter Butterworth jako Admirał
- Jack Douglas jako William, recepcjonista
- Margaret Nolan jako Panna Brakes, uczestniczka konkursu
- Wendy Richard jako Panna Downe, uczestniczka konkursu
- Joan Hickson jako Pani Dukes, starsza pani w hotelu
- Valerie Leon jako Paula, narzeczona Petera
- Jimmy Logan jako Cecil Gaybody, prezenter telewizyjny
- Robin Askwith jako Larry, fotograf
- Patricia Franklin jako Rosemary, asystentka radnej
- David Lodge jako inspektor policji

i inni

## Produkcja
Podobnie jak w przypadku wszystkich pozostałych filmów z cyklu Cała naprzód, sceny studyjne do filmu były realizowane w Pinewood Studios. Plenery kręcono w Brighton, z wyjątkiem sceny na stacji kolejowej, która powstała na dworcu Marylebone w Londynie. Okres zdjęciowy trwał od 16 kwietnia do 25 maja 1973 roku, a premiera filmu w brytyjskich kinach miała miejsce w listopadzie tego samego roku.